# Christian Horneman (Maler)

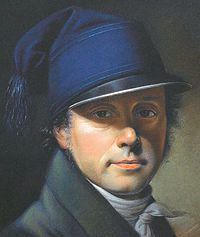
Selbstporträt (1815)

Christian Horneman (* 15. August 1765 in Kopenhagen; † 7. März 1844 ebenda) war ein dänischer Maler, der hauptsächlich durch seine Miniaturporträts bekannt wurde. Er war der Vater des Komponisten Emil Horneman (1809–1870) und der Großvater des Komponisten Christian Horneman.

## Leben

Christian Horneman, Beethoven (1802), Aquarell auf Elfenbein

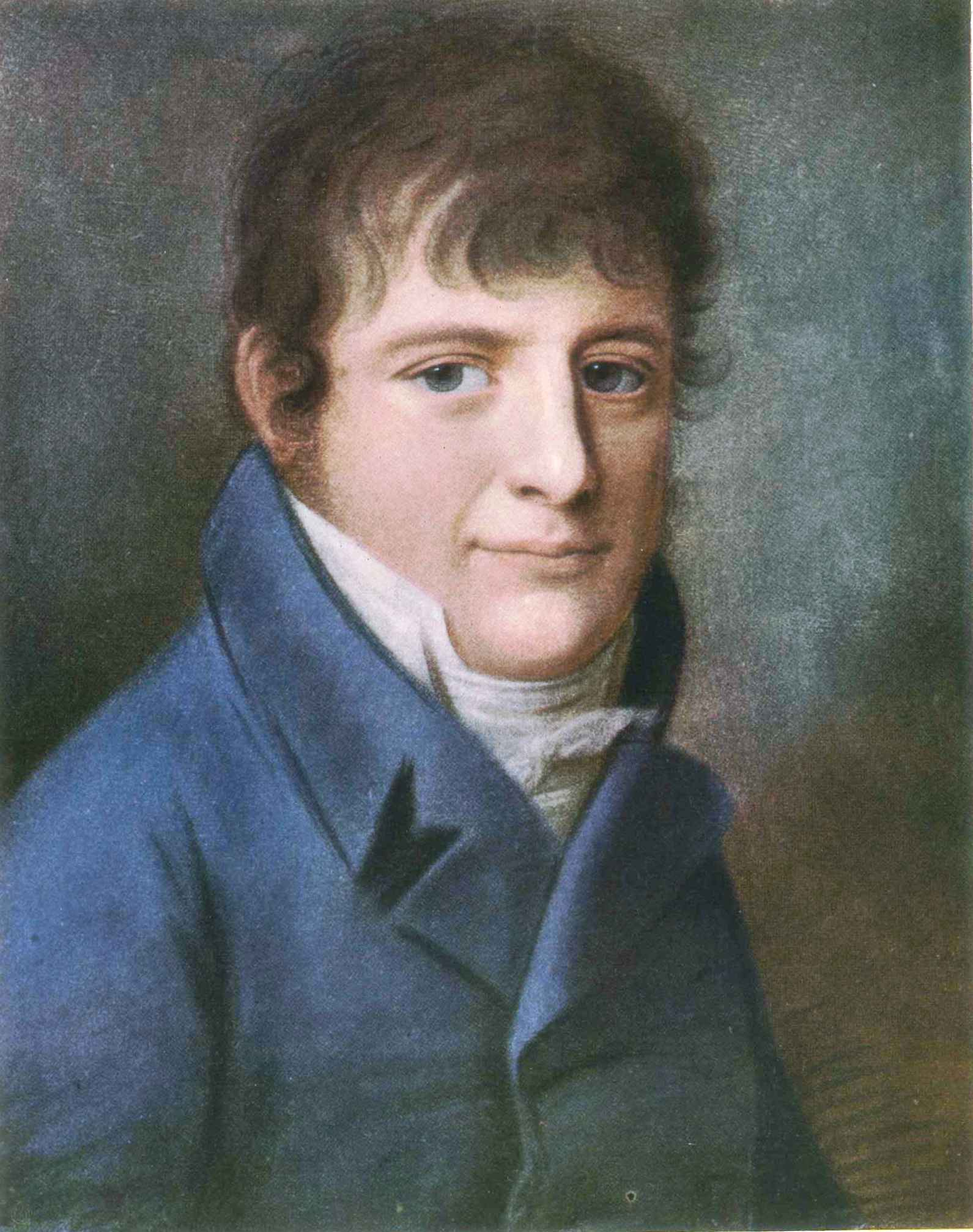
Christian Horneman, Porträt des Grafen Hermann von Wedel-Jarlsberg (um 1805), Norsk Folkemuseum

Horneman besuchte ab 1780 die Königlich Dänische Kunstakademie und ging 1787 ins Ausland, um sein Studium fortzusetzen. 1789 erlebte er in Paris den Ausbruch der Französischen Revolution und besuchte außerdem Italien. Später lebte er längere Zeit in Berlin, wo er König Friedrich Wilhelm III. und Königin Luise porträtierte. Die Arbeiten wurden von Meno Haas gestochen und erlangten auf diese Weise größere Verbreitung. In Berlin studierte er insbesondere bei Daniel Chodowiecki. Mit einem Empfehlungsschreiben des Bildhauers Gottfried Schadow an Heinrich Friedrich Füger kam er schließlich 1798 nach Wien, wo er bei Füger studierte. Vorübergehend hielt er sich auch in Weimar auf und fertigte dort 1800 eine Silberstiftzeichnung der berühmten Schauspielerin Caroline Jagemann an. Zusammen mit deren Sohn, dem Maler Ferdinand Jagemann (1780–1820) traf er per Schiff am 24. Juli 1801 in Salzburg ein, um sich kurz darauf wieder längere Zeit in Wien niederzulassen.
1803 kehrte Horneman nach Dänemark zurück und wurde im folgenden Jahr zum königlichen Hofminiaturmaler ernannt. 1805 wurde er Mitglied der Kunstakademie und erhielt 1816 eine freie Residenz im Schloss Charlottenborg, dem Sitz der Akademie. 1835 wurde zum Professor ernannt.
In seinen späteren Jahren litt er unter schlechter Gesundheit und erhielt ab 1840 eine jährliche Rente. Er ist auf dem Garnisons-Friedhof in Kopenhagen beigesetzt.

## Werk
In Wien traf er mit mehreren bedeutenden Persönlichkeiten zusammen, darunter mit Ludwig van Beethoven (1802) und Joseph Haydn, während er in einem Skizzenbuch, das sich heute in der Dänischen Nationalgalerie befindet, Porträts weiterer Personen entwarf. Das eindrucksvolle Beethoven-Porträt malte er 1802 als Miniatur auf Elfenbein. Beethoven war sehr angetan von dem Ergebnis und sandte es Anfang November 1804 an seinen Jugendfreund Stephan von Breuning.
Nach seiner Rückkehr nach Dänemark war er einer von mehreren Porträtmalern, die nach dem Tod von Cornelius Høyer und Jens Juel die Lücke füllten. Er fertigte Miniaturen und insbesondere Pastelle an, was die Technik war, mit der er seine besten Arbeiten vollbrachte. In den 1820er Jahren wandte er sich auch der Lithographie zu.